# باشگاه والیبال گیتی‌پسند اصفهان
باشگاه والیبال صنایع گیتی‌پسند اصفهان یک باشگاه والیبال ایرانی است. این باشگاه توسط گروه صنایع گیتی‌پسند در شهر اصفهان بنیانگذاری شد. این باشگاه در حضور یک ساله خود در لیگ برتر والیبال ایران ۱۳۹۰ به مقام پنجم دست یافت و بعد از آن باشگاه والیبال گیتی‌پسند اصفهان منحل شد. این تیم سپس در سال ۱۴۰۰ دوباره با نام گیتی پسند اصفهان در لیگ یک حضور پیدا کردوعنوان قهرمانی لیگ یک را کسب کردو جواز حضور در لیگ برتر ۱۴۰۱ را بدست اورد. 
تیم زنان این باشگاه در مسابقات لیگ والیبال زنان کشور شرکت داشته و در لیگ سال ۱۳۹۰ و سال ۱۳۹۱ به مقام قهرمانی کشور رسید.

## دست‌آوردها
- پنجمی لیگ برتر والیبال ایران ۱۳۹۰
- قهرمانی لیگ والیبال زنان: لیگ ۱۳۹۰، لیگ ۱۳۹۱
- قهرمانی لیگ دسته یک والیبال مردان ایران۱۴۰۰

## بازیکنان
- بازیکنان سال ۱۴۰۱ لیگ برتر ایران
- هومن باقری
- ادریس دانشور
- مرصاد آقاجانی
- امیر کرمی
- محمد مشیدی
- رمضان صحبتی
- وحید ریگی
- مصطفی نجفی
- شادمهر کمایی
- محمد بربست
- شاهین توانا
- مصطفی رئیسیان
- عرفان مرادی
- احسان زینعلی
- نیما نظرپور

## بازیکنان برجسته
- مجتبی شبان
- محمد موسوی
- سید علی سجادی
- فرهاد ظریف
- محمد ترکاشوند
- مهدی بازارگرد
- امیر حسینی
- برونو آگوستو فورتادو
- الکسندر شین
- مجتبی غیاثی

## کادر فنی
- سرمربی :سعید عقیلی[۴]
- کمک مربی:حسین نجاتی؛مهدی رضائیان
- آنالیزور: سجاد  نصیری
- بدنساز:حسین نجاتی
- سرپرست : عباس رمضانی
- مدیر اجرایی: سعید سلیمی
- تدارکات :محمد اسماعیلی

## سازنده البسه
| ردیف | لیگ       | سازنده البسه       | اسپانسر پیراهن |
| ---- | --------- | ------------------ | -------------- |
| ۱    | ۱۳۸۹-۱۳۹۱ | پوشاک ورزشی مجید   | SGP - ZAM ZAM  |
| ۲    | ۱۴۰۰-۱۴۰۱ | پوشاک ورزشی استارت | SGP            |

### رسمی
- وبگاه رسمی باشگاه گیتی‌پسند اصفهان